# Клуид
Клуид (валл. Afon Clwyd) — река в Уэльсе.

## Речная система
Река Клуид из своего истока течёт в южном направлении; достигая города Мелин-и-Виг, река поворачивает на северо-восток и проходит через города Дервен, Лланелиден, Пуллглас, Лланфаир-Ардудви-Клуид и Ритин. Здесь она проходит по долине Клуид. К югу от Денби в неё впадает река Кливедог. Затем излучина Клуида поворачивает на север до города Сент-Асаф. В двух милях к северу от Сент-Асафа к реке присоединяется крупный приток Элви. Река Элви берёт начало на возвышенности Денби-Моорс, к юго-востоку от Лланруста. Она имеет приток реки Алед, питаемой горным озером Ллин-Алед. Элви течёт главным образом на восток до впадения в Клуид. При слиянии Элви и Клуида река образует узкий эстуарий, который уходит в Ирландское море близ города Рил.

## История
В 1277 году король Эдуард I построил замок на берегу реки Клуид. Чтобы организовать водную переправу к замку, он нанял 968 человек для выкапывания так называемого «большого рва». После этого русло реки на отрезке от замка до моря выпрямилось. Это было большое достижение инженерной мысли для того времени, по сравнению даже с современными конструкциями. Остатки рва можно наблюдать возле излучин и поворотов Клуид, используя спутниковые снимки.
Бывшее графство Клуид (двухуровневый округ), состоящее из современных Конуи, Денбишира, Флинтшира и Рексема, было названо в честь реки в 1974 году.